# Lábatlan
Lábatlan is een plaats (város) en gemeente in het Hongaarse comitaat Komárom-Esztergom. Lábatlan telt 5257 inwoners (2007).